# Ippa sollicita
Ippa sollicita är en fjärilsart som beskrevs av Edward Meyrick 1917. Ippa sollicita ingår i släktet Ippa och familjen äkta malar. Inga underarter finns listade i Catalogue of Life.